# Bainton (Peterborough)
Pour les articles homonymes, voir Bainton.
Bainton est une paroisse civile et un village du Cambridgeshire, en Angleterre.